# Hyde Park Corner

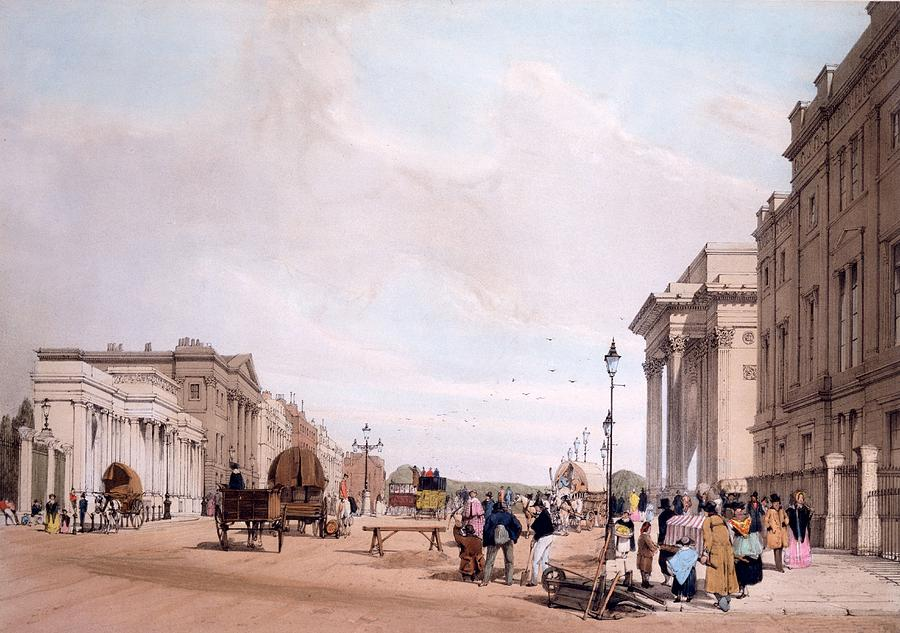
Hyde Park Corner, Thomas Shotter Boys, 1842

Hyde Park Corner ligt in de zuidoostelijke hoek van Hyde Park in Londen. Het is een belangrijk verkeersknooppunt waar Park Lane, Knightsbridge, Piccadilly, Grosvenor Place en Constitution Hill samenkomen. Een stelsel van voetgangerstunnels onder het straatniveau biedt wandelaars toegang tot het park.
Na de Tweede Wereldoorlog werd Park Lane verbreed tot een grote verkeersader met drie rijstroken per richting. Het gebied rond Wellington Arch werd onderdeel van een verkeersrotonde.
Op Hyde Park Corner bevinden zich verder het monument voor de Cavalry of the Empire, het standbeeld Boy and Dolphin, een beeld van de dichter Lord Byron, de Royal Artillery Memorial, de Australian War Memorial en de New Zealand War Memorial.
Toen koning George VI op 6 februari 1952 overleed, werd de code ‘Hyde Park Corner’ gebruikt om het overlijden te melden aan Buckingham Palace.